# Marc Valeri Messal·la Níger
Marc Valeri Messal·la (llatí: Marcus Valerius M. f. M. n. Messalla), portava l'agnomen Niger pel color negre dels seus cabells.
Va ser pretor l'any del consolat de Ciceró, el 63 aC, i cònsol 'any 61 aC, juntament amb Marc Pupi Pisó, l'any en què Publi Clodi va profanar els misteris de la Bona Dea i Gneu Pompeu va celebrar un triomf per les seves victòries sobre els pirates cilicis, sobre Tigranes II d'Armènia i Mitridates. Messal·la, com a cònsol, va participar activament en la persecució de Publi Clodi i va avisar Pompeu de les seves intencions.
Messal·la Níger va ser censor l'any 55 aC, membre del col·legi de pontífexs, i un orador destacat. L'any 80 aC es va dedicar a recollir proves per a la defensa en la causa contra Sext Rosci. L'any 62 aC va sol·licitar a Ciceró que defensés el seu parent Publi Corneli Sul·la. I l'any 54 aC va ser un dels sis oradors que Marc Emili Escaure va utilitzar en el seu judici. Messal·la Níger es va casar amb una germana de l'orador Hortensi, amb la que va tenir almenys un fill de nom Marc Valeri Messal·la, i una filla, Valèria Messal·la, la darrera esposa del dictador Sul·la.